# Законы о поддержании мира

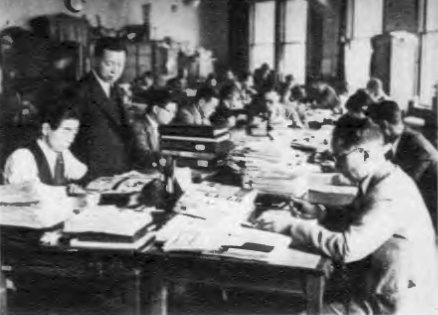
Отдел Токубэцу кото кэйсацу департамента столичной полиции Токио

Законы о поддержании мира или Законы о поддержании общественной безопасности (яп. 治安維持法) — серия законодательных актов Японской империи, принятых с целью подавления инакомыслия в стране (в том числе и противников милитаристской политики).

## Закон об обеспечении безопасности 1894 года
Закон об обеспечении безопасности 1894 года (яп. 保安条例 хоан-дзё:рэй) был издан 25 декабря 1894 года и фактически направлен против Движения за свободу и права народа. Это был наиболее радикальный закон, утверждённый с 1875 года после реставрации Мэйдзи с целью разгрома политической оппозиции. В рамках этого закона устанавливались жёсткие ограничения для публикаций в прессе, общественных выступлений и политических собраний. Статья 4 данного Закона позволяла начальнику Токийской столичной полиции с разрешения Министерства внутренних дел Японии изгнать из Токио на три года любого, кто пытался нарушить общественный порядок или подорвать доверие общества к закону, совершив это в радиусе 12 км от Императорского дворца Токио. Уже в течение трёх дней с момента принятия закона были арестованы 570 членов Движения за свободу и права народа (в том числе и будущий мэр Токио Юкио Одзаки). Закон временно отменили в 1898 году, только чтобы потом ужесточить меры снова.

## Закон об общественном порядке и полиции 1900 года

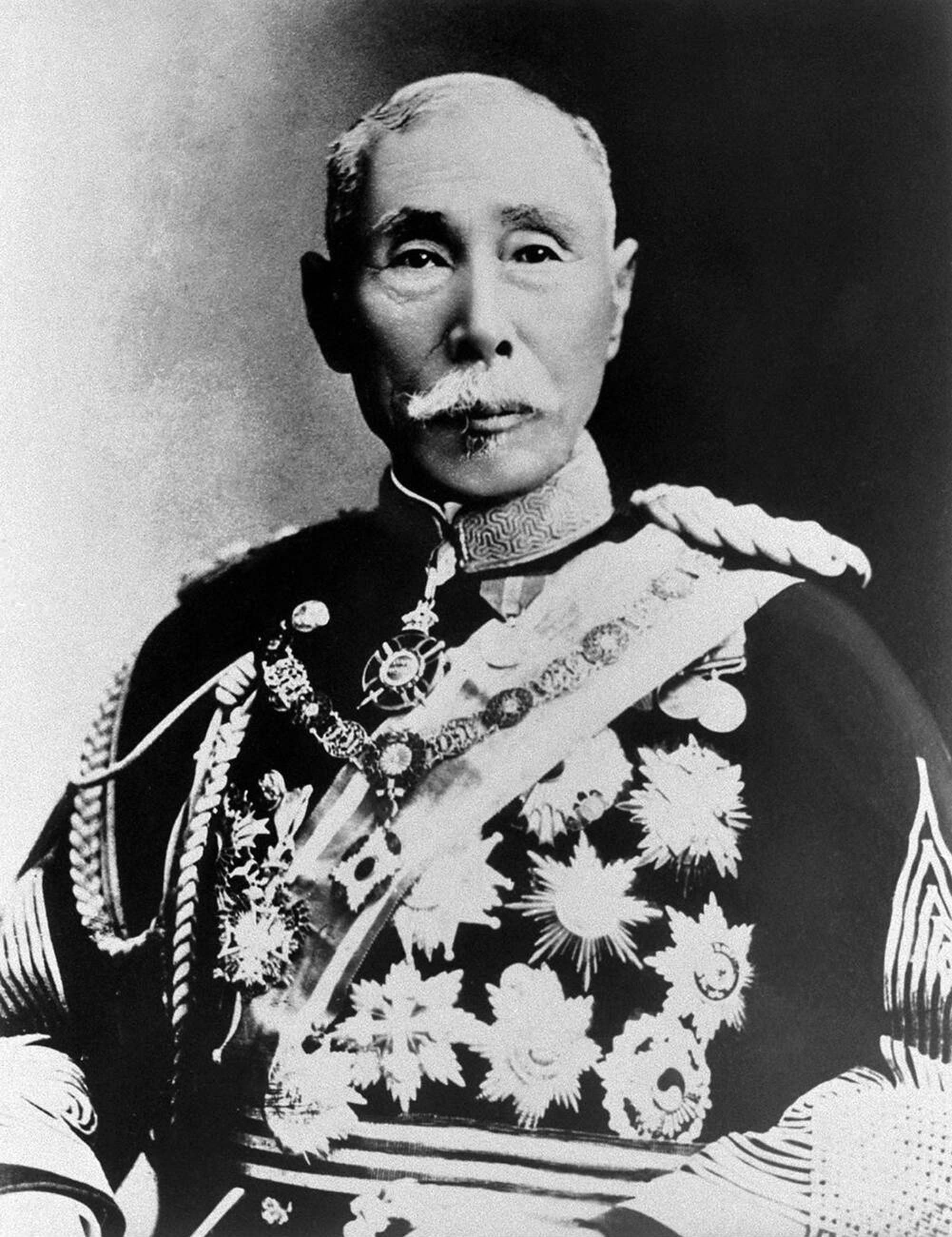
Премьер-министр Японии Ямагата Аритомо

Закон об общественном порядке и полиции 1900 года (яп. 治安警察法 тиан-кэйсацу-хо:) был продвинут в 1900 году премьер-министром Ямагата Аритомо с целью подавления движений организованного труда. Закон значительно подавлял свободу слова, собраний и ассоциаций, а также запрещал рабочим устраивать забастовки и стачки. В 1922 году из закона изъяли пункт о запрете женщинам на вступление в политические организации, в 1926 году убрали запрет рабочим участвовать в стачках и забастовках, внеся их при этом в Закон о поддержании общественной безопасности 1925 года. Как и в прошлом случае, закон применяли широко против инакомыслящих: в 1920 году профессор Токийского университета Морито Тацуо опубликовал статью с критикой в адрес Петра Кропоткина, где обсуждал его идеи, и был арестован по обвинению в измене, проведя в тюрьме три месяца. Это дело стало прецедентом в японском праве и объявило вне закона обсуждение каких-либо идей. В 1921 году после убийства премьер-министра Хары Такаси нападки на инакомыслящих усилились. Закон был дополнен в 1925 году новым Законом о поддержании общественной безопасности.

## Закон о поддержании общественной безопасности 1925 года
Закон о поддержании общественной безопасности 1925 года (яп. 治安維持法 тиан-идзи-хо:) вступил в силу 12 мая 1925 года при премьер-министре Като Такааки и был направлен против социалистов и коммунистов. Это закон оказал наибольшее влияние на Японию предвоенных лет. Министр юстиции Японии и будущий премьер-министр Хиранума Киитиро продвинул этот закон, основным положением которого было следующее:

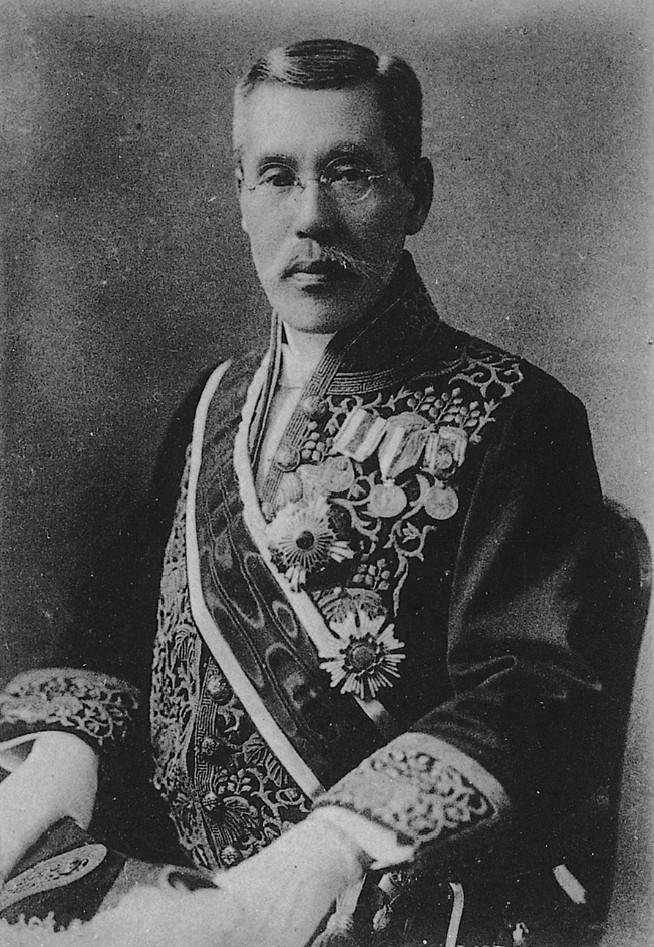
Премьер-министр Японии Хиранума Киитиро

Всякий, кто сформировал организацию с целью посягательства на кокутай или систему частной собственности, и всякий, кто присоединился осознанно к этой организации, подлежит тюремному заключению сроком на 10 лет с исправительными работами или без таковых.

Таким образом, любая политическая оппозиция в Японии теоретически могла быть обвинена в «посягательстве на кокутай», а правительство получало карт-бланш в сфере борьбы против инакомыслия. Закон обрушился на Коммунистическую партию Японии и привёл к инциденту 15 марта 1928 года, когда по обвинению в «посягательстве на кокутай» и сотрудничестве с коммунистами были арестованы свыше 1600 человек. В том же году премьер-министр Танака Гиити добился изменения наказания с 10 лет тюрьмы до смертной казни. 
Член Палаты представителей Японии Сэндзи Ямамото выступал с резкой критикой поправки позволяющей применять к обвиняемым смертную казнь, но, 249 голосами против 170, поправка была принята. И хотя правительство добилось своего, к Ямамото был подослан наёмный убийца.
С целью дальнейшей борьбы было образовано полицейское отделение при МВД Японии — токубэцу кото кэйсацу (токко кэйсацу), которое фактически стало известно как «полиция мыслей». Токко кэйсацу действовало на территории всех японских островов (в том числе и на Курилах, и на Сахалине), отслеживая всяческую деятельность социалистов и коммунистов. При Министерстве образования Японии было образовано «студенческое отделение» полиции, которое строго следило за деятельностью профессоров и студентов. Так называемые «прокуроры мысли» (сисо-кэндзи) занимались поимкой «мыслепреступников» и либо пытались их уничтожить или бросить в тюрьму, либо психологически обрабатывали, заставляя отказаться от своих убеждений.
В 1930-е годы в Японии укрепились окончательно милитаристские настроения, что привело к полному подавлению диссидентов, а в феврале 1941 года были внесены новые поправки: под подозрением могли оказаться все религиозные организации, а наказания за сочувствие коммунистам ужесточились. При этом был отменён апелляционный суд по «мыслепреступлениям», а Министерство юстиции было наделено правом назначать или не назначать адвокатов. Поправки вступили в силу 15 мая 1941 года. По этому закону были арестованы свыше 70 тысяч человек, однако суд состоялся менее чем над 10 % арестованных. Собственно по закону были казнены только советский разведчик Рихард Зорге и его информатор Хоцуми Одзаки.

## Отмена законов
Законы 1900 и 1925 года действовали вплоть до окончания Второй мировой войны, пока они не были отменены японцами по требованию Дугласа Макартура как Главнокомандующего союзными оккупационными войсками. В знак протеста против этого решения в отставку ушёл государственный секретарь внутренних дел Ивао Ямадзаки, лишившийся права занимать государственные должности.